# دژو پاتانتیوش-آبراهام
دژو پاتانتیوش-آبراهام (به مجاری: Pattantyús-Ábrahám Dezső) (زاده ۱۰ ژوئیهٔ ۱۸۷۵ – درگذشته ۲۵ ژوئیهٔ ۱۹۷۳) سیاست‌مدار مجار بود و به مدت یک ماه از ۱۲ ژوئیه تا ۱۲ اوت ۱۹۱۹ سمت نخست‌وزیری را بر عهده داشتد. او در سن ۹۸ سالگی در بوداپست درگذشت.